# Altrove/Il tuo amico il tuo nemico tu
Altrove/Il tuo amico il tuo nemico tu è un singolo del gruppo musicale italiano Eugenio in Via Di Gioia, pubblicato il 28 settembre 2018.
Il singolo è composto dalle due tracce Altrove e Il tuo amico il tuo nemico tu, contenute nell'album Natura viva pubblicato il 1º marzo 2019. Il brano Altrove è entrato in rotazione radiofonica dal 26 ottobre 2018.. 
Altrove parla di tutte le autoflagellazioni quotidiane derivanti dai pensieri legati al volere una vita perfetta ed al desiderio di essere più brillanti e migliori degli altri: ciò "uccide" la mente, che invece è bene che si "perda" altrove e si goda tutto ciò che la vita propone. Il tuo amico il tuo nemico tu descrive le condizioni dell'autosabotarsi e dell'amare se stessi: il protagonista è in un deserto e quando chiama un amico sente un urlo da dietro che gli urta le orecchie, mentre quando lancia il sasso ad una figura davanti a lui che immagina nemica, sente qualcosa da dietro che gli spacca la testa, scoprendo che lui, il suo nemico ed il suo amico sono la stessa persona.

## Tracce
1. Altrove – 3:09 (testo: Emanuele Via, Eugenio Cesaro, Lorenzo Federici, e Paolo Di Gioia – musica: Eugenio in Via Di Gioia, Fabio Rizzo e Stabber)
2. Il tuo amico il tuo nemico tu – 3:41 (testo: Emanuele Via, Eugenio Cesaro, Lorenzo Federici e Paolo Di Gioia – musica: Eugenio in Via Di Gioia, Stabber e Fabio Rizzo)

## Video musicale
Il videoclip del brano Altrove, diretto da Gabriele Ottino e Paolo Bertino, è stato pubblicato il 2 ottobre 2018 sul canale YouTube del gruppo.